# Runnemede
Runnemede es un borough ubicado en el condado de Camden en el estado estadounidense de Nueva Jersey. En el año 2010 tenía una población de 8.468 habitantes y una densidad poblacional de 1.539,64 personas por km².

## Geografía
Runnemede se encuentra ubicado en las coordenadas 39°51′05″N 75°04′29″O / 39.85139, -75.07472.

## Demografía
Según la Oficina del Censo en 2000 los ingresos medios por hogar en la localidad eran de $41,126 y los ingresos medios por familia eran $50,127. Los hombres tenían unos ingresos medios de $37,705 frente a los $28,062 para las mujeres. La renta per cápita para la localidad era de $19,143. Alrededor del 5.6% de la población estaba por debajo del umbral de pobreza.